# Остапов, Сергей Дмитриевич
Сергей Дмитриевич Остапов (15 декабря 1920, село Низы, теперь пгт. Сумского района Сумской области — ?)  — советский деятель, бригадир слесарей-сборщиков Сумского насосного завода Сумской области. Депутат Верховного Совета СССР 5-го созыва.

## Биография
Образование неполное среднее.
В 1938—1940 годах — слесарь Сумского машиностроительного завода.
С 1940 года служил в Военно-Морском флоте СССР. Член ВЛКСМ с 1941 года. Участник Великой Отечественной войны с 1941 года. Был командиром отделения радистов Морского пункта связи № 1 Черноморского флота.
С 1949 года — бригадир слесарей-сборщиков Сумского насосного завода Сумской области.
Потом — на пенсии в городе Сумах.

## Награды
- орден «Знак Почета»
- орден Красной Звезды (25.09.1945)
- орден Отечественной войны II-го века. (6.04.1985)
- медаль «За оборону Кавказа»
- медаль «За трудовую доблесть»